# Municipio de Reading (Pensilvania)
El municipio de Reading (en inglés: Reading Township) es un municipio ubicado en el condado de Adams en el estado estadounidense de Pensilvania. En el año 2000 tenía una población de 5106 habitantes y una densidad poblacional de 74.2 personas por km².

## Geografía
El municipio de Reading se encuentra ubicado en las coordenadas 39°57′06″N 77°02′14″O / 39.95167, -77.03722.

## Demografía
Según la Oficina del Censo en 2000 los ingresos medios por hogar en la localidad eran de $47 571 y los ingresos medios por familia eran $50 435. Los hombres tenían unos ingresos medios de $36 913 frente a los $25 287 para las mujeres. La renta per cápita para la localidad era de $18 305. Alrededor del 8,6% de la población estaban por debajo del umbral de pobreza.